# Jean Péraud
Jean Péraud (10. srpna 1925 – 1. července 1954) byl francouzský válečný fotograf Perreux-sur-Marne v departementu Seina.
Hlavní seržant ve francouzské armádě, byl pohřešován 1. července 1954 v oblasti Thanh-Hóa v Tonkinu (dnešní severní Vietnam) a byl prohlášen za padlého za Francii ve věku 28 let.

## Životopis
Jean Péraud se narodil v Perreux-sur-Marne v departementu Seina v roce 1925. Během války se s rodinou přestěhoval do Saint-Nazaire.

### Světové války
V roce 1941 začal se svým otcem pracovat v loděnicích Saint-Nazaire a poté se zapojil do francouzského odporu proti nacistickým okupantům. Zatčen za špionáž, byl v konvoji deportovaných osob, který odjel z Nantes 10. července 1944 směrem na Belfort se skupinou 55 odbojářů, poté byl 26. srpna 1944 převezen do koncentračního tábora Natzweiler v Alsasku (číslo 24001) a později v Dachau a Buchenwaldu v Německu. Byl osvobozen 11. dubna 1945 spojenci 20. sboru 3. armády generála George Pattona.

### Indočínská válka
V lednu 1946 odešel jako dobrovolník bojovat na tři roky do 1. BCP a dosáhl hodnosti štábního seržanta. Jean Péraud poté sloužil v Indočíně od října 1949 do roku 1952, než se v únoru 1952 připojil k armádní kinematografické službě (SCA) jménem SPI (Tisková a informační služba) jako fotograf.
Dne 18. března 1954 se k němu připojili novinář a fotoreportér Daniel Camus, odvedenec z kontingentu, který byl na volné noze pro časopis Paris Match a scenárista Pierre Schoendoerffer do oblasti, kde se odehrála předposlední bitva války u Dien Bien Phu. Přišli nahradit operátora André Lebona, zraněného na noze amputované na podpůrném bodu Anne-Marie, a fotografa Raymonda Martinoffa, který byl zabit, obě oběti nepřátelské střelby 13. března 1954. Péraud, Camus a Schoendoerffer byli zajati 8. května 1954 den po pádu opevněného tábora Ðiện Biên Phủ, se všemi jednotkami stále naživu. Všichni tři rozbili své kamery a zničili své filmy.
Kolem třetí hodiny téměř všechny boje ustaly. Byl jsem v operačním středisku plukovníka Langlaise spolu se svými kolegy Schoendoerfferem a Péraudem. Když jsme viděli, že vše je ztraceno, zničili jsme našimi puškami čtyři Rolleiflexy, tři kamery a dvě Leicy.“
 — Albert de Saint Julien, Caméra au poing, Paříž: Documents du monde, 1955, s. 225.
Jeanu Péraudovi se podařilo uprchnout při přesunu konvoje vězňů v červenci 1954 společně s Pierrem Schoendoerfferem. Ten byl znovu zajat, ale Jean Péraud zmizel v džungli. Už ho nikdy nikdo neviděl a ten samý měsíc byl ve věku 28 let prohlášen za mrtvého pro Francii.
Fotografie pořízené Jeanem Péraudem během bitvy u Dien Bien Phu do 27. března 1954 jsou uloženy ve Fort d'Ivry, kde jsou umístěny fotografické a audiovizuální archivy francouzské armády. Fotografie pořízené od 28. března 1954 do 7. května 1954 jsou v současnosti považovány za zničené nebo ztracené. Filmař Pierre Schoendoerffer pokládal Jeana Pérauda, se kterým tuto bitvu dokumentoval, za svého velkého bratra a bratra ve zbrani.
Měl rád své povolání. Byl dobrý, věrný, štědrý, a zemřel jako mnoho dalších, protože generálové udělali chybu, ale také proto, že ho lid opustil, spolu s celou armádou, v rukou zbabělosti politiků a nejednoznačnosti důvodů, které měl bránit.“
 — Daniel Camus, Dien Bien Phu, Éditions Julliard, 1963.

## Vyznamenání
- Citation à l'ordre de l'armée, 31. března 1953[12]
- Citation à l'ordre de l'armée, 13. května 1955

Brilantní válečný reportér a fotograf. Byl nasazen do bitvy u Diên Biên Phu již v prosinci 1953. Vytvořil cenné fotografické dokumenty, které byly použity v mezinárodním tisku. Dobrovolně nahradil padlého kamaráda, byl vysazen padákem dne 18. března. Byl zajat 8. května 1954.
— JO č. 114, 13. května 1955.
- Vojenská medaile
- Válečný kříž za operace v zahraničí s palmou, 3 stříbrné hvězdy, 1 bronzová hvězda
- Válečný kříž 1939–1945 se stříbrnou hvězdou

## Dílo
- Diên Bien Phu, text Jules Roy, fotografie Jean Péraud a Daniel Camus, Éditions Julliard, Paříž, 1963.
- Mrtvá válka…byla válka v Indočíně od Jean-Pierre Dannauda. Fotografické ilustrace Michel Aubin, Edouard Axelrad, Werner Bischof, Marcel Bourlette, Robert Bouvet, Daniel Camus, Raymond Cauchetier, Paul Corcuff, Raoul Coutard, Guy Defive, Dervoust, Yves Fayet, Pierre Ferrari, Ernst Haas, Jacques Jahan, Francis, Jacques Jahan Fernand Jentile, Georges Liron, René Martinoff, zahraniční mise, Nguyen Manh Danh, Jacques Oxenaar, Jean-Marie Pelou, Jean Péraud, Jean Petit, S. já proti. N. , Raymond Varoqui. Dodatek k časopisu Indochine Sud-Est Asiatique, Imp. Georges Lang, Paříž, 1954. Moderní myšlení, 1973.

## Dokumenty
Burnt Eyes, francouzský dokumentární film režírovaný Laurentem Rothem v roce 1986. Film na objednávku ECPAD, vystupuje v něm Mireille Perrier, která vede rozhovory o vzpomínce na Jeana Pérauda s válečnými reportéry z XX. století (v pořadí: André Lebon, Daniel Camus, Pierre Ferrari, Raoul Coutard, Marc Flament, Pierre Schoendoerffer ) o povaze jejich práce, jejich roli při výrobě válečných obrazů a také jejich postavení na frontě.

## Výstavy
- 2010 / 2011: L’Indochine en guerre, des images sous contrôle (Indočína ve válce, snímky pod kontrolou) [1945-1954], Nicéphore-Niépce Museum, Chalons-sur-Saône[13]
- 2015: 100 ans de photographie aux armées : photographes de Diên Biên Phu, Jean Péraud et Daniel Camus (100 let vojenské fotografie : fotografové z Diên Bien Phu, Jean Péraud a Daniel Camus), Musée de l’Armée, Paříž

## Posmrtné pocty
- Kenotaf Jeana Pérauda se nachází na hřbitově Saint-Dolay v Morbihanu a jeho jméno je napsáno na válečném památníku této komuny [2] a také na památníku válek v Indočíně ve Fréjus.
- Jméno Jean Péraud je vyryto na Památníku mrtvých z kinematografie a vojenské fotografie, který se nachází ve zdech Fort Ivry-sur-Seine. Obsahuje slova « Vrchní seržant Jean PÉRAUD Than-Hoa (Tonkin) červenec 1954 ». Oznámení před renovací pomníku uvádělo « SERŽANT PERRAUD (LAND) DIEN BIEN PHU 1954»[14]. Příjmení bylo dříve špatně napsáno.
- Postava Jeana Pérauda, který 8. května 1954 rozbíjí kameru, je evokována ve filmu Pierra Schoendoerffera <i id="mwyQ">Diên Biên Phu</i>, vydaném v roce 1992.